# Фалик, Пинкус Абрамович
Пинкус Абрамович Фалик (Рейфер) (26 ноября 1909 года — 7 октября 1985 года, Черновцы) — советский театральный администратор, организатор ансамбля «Червона рута» (совместно с Анатолием Евдокименко) и ранних выступлений Софии Ротару, ансамбля «Смеричка» Льва Дутковского и его солистов Василия Зинкевича и Назария Яремчука.
Организатор концертных туров в Буковине ряда крупных деятелей искусства и эстрады, включая музыкантов Святослава Рихтера, Иосифа Кобзона, артистов Аркадия Райкина и Юрия Яковлева. По отзыву Кобзона, «выдающийся продюсер XX века, из тех без кого эстрада не может существовать…».
Муж и организатор ансамбля актрисы и певицы Сиди Таль.
Известен также как общественный деятель, культуролог. В разные годы — заместитель директора Кишинёвского еврейского театра, администратор ГОСЕТа, заместитель директора Ташкентской и Черновицкой филармоний.
Умер в 1985 году от инфаркта, похоронен рядом с женой на центральной аллее кладбища Черновцов.